# 聖約翰戰役
聖約翰戰役發生於1709年1月1日，是西班牙王位繼承戰爭北美戰場中的一場戰役，由約瑟夫·德·蒙貝通率領的大量民兵的法軍迅速擊潰位於聖約翰的守軍並佔領了英屬紐芬蘭的首府，並俘虜了將近500人。
佔領過後由於資源過於有限，法軍決定摧毀並放棄此地。

## 註腳
1. ↑  Pothier